# Daniel Rocha (actor brasileño)
Daniel Rocha Azevedo (São Paulo, 26 de noviembre de 1990), más conocido como Daniel Rocha, es un actor brasileño.

## Biografía
A los 12, comenzó a practicar jiu-jitsu y más tarde, a los 15, se inició con el kickboxing. Con este último deporte se unió a la selección nacional, convirtiéndose en campeón en São Paulo y de Brasil.  También comenzó a tocar el violín cuando era un niño de seis años, y continuó hasta la adolescencia. Comenzó a actuar a los 16 años.

## Filmografía

### Televisión
| Año  | Título              | Personaje                                    |
| ---- | ------------------- | -------------------------------------------- |
| 2010 | A Vida Alheia       | Manolo                                       |
| 2012 | Avenida Brasil      | Ronquito "Roni" Neiva                        |
| 2013 | Rastros de mentiras | Rogelio Machado                              |
| 2014 | Imperio             | Juan Lucas Medeiros de Mendoza y Albuquerque |
| 2015 | Totalmente Diva     | Rafael                                       |
| 2016 | A Lei do Amor       | Gustavo                                      |